# Layforce

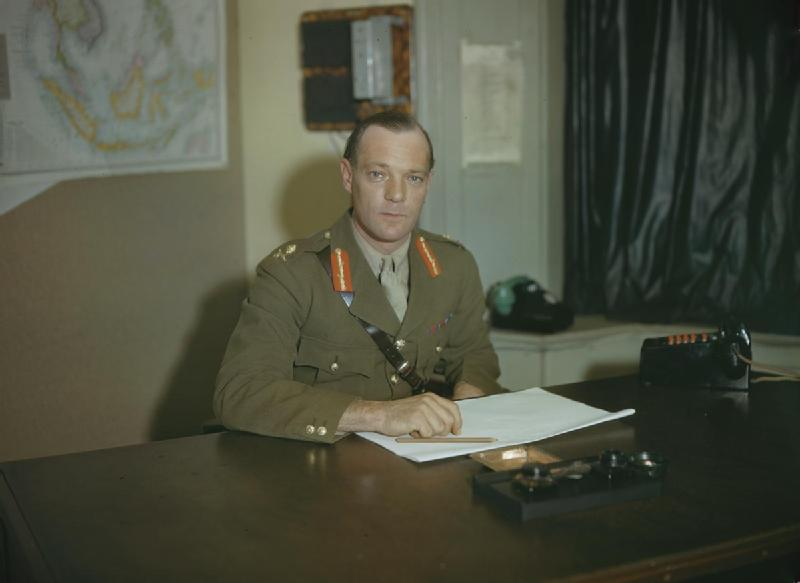
Robert Laycock en 1943.

La brigade spéciale Layforce, du nom de son commandant le lieutenant-colonel Robert Laycock, était une unité britannique de commandos durant la Seconde Guerre mondiale.
Elle comprenait les Commandos 7, 8, et 11 et les Commandos 50 (ex-Crète) et 52 (ex-Soudan) du Moyen-Orient soit environ 2 000 hommes: 
- Commando 7 du lieutenant-colonel Colvin,
- Commando 8 du lieutenant-colonel D. Daly,
- Commando 11 du lieutenant-colonel Pedder, tué le 9 juin 1941 et
- Commandos 50/52 du lieutenant-colonel George Young[1].

Le Commando 51 du Moyen-Orient, formé d’Arabes et de Juifs, ne sera engagé qu’en Palestine.
Les trois commandos du Moyen-Orient adoptent un insigne particulier inspiré du poignard spécial - surnommé Fanny - dont chaque commando est équipé. La lame approche les vingt-trois centimètres, avec un coup de poing américain en cuivre sur le manche.
La première opération de cette brigade, contre Bardia, en Libye italienne, le 21 avril 1941, est un échec. En mai 1941, les Commandos 7 et 8 servent de forces d’arrière garde en Crète. Le Commando écossais no 11 se distingue en Syrie contre les Français vichystes le 3 juin 1941, sur le fleuve Litani, où il subit de lourdes pertes. La dernière action, celle du Commando no 11, est l’attentat manqué contre Rommel le 17 novembre 1941. Ces unités commando sont dissoutes en 1942.
Les unités de la Layforce appartiennent aux forces spéciales britanniques, au même titre que le Special Air Service, le Long Range Desert Group, le Special Boat Squadron, le Long Range Patrol, l’Indian Long Range Squadron et les Free French SAS Commandos.

## Personnalités de la Layforce
- Le capitaine David Smiley a servi au 52 Middle East Commando.
- David Stirling, fondateur du Special Air Service (SAS) en fit partie en 1941.
- Paddy Mayne, officier au SAS.
- Jock Lewes, officier au SAS
- Evelyn Waugh, auteur de Sword of Honour, ouvrage dédicacé à Robert Laycock.